# Пограничная ситуация
Пограничная ситуация (нем. Grenzsituation) — ситуация, при которой возникает серьёзная опасность для жизни.
Термин введён немецким философом и психиатром, одним из создателей экзистенциализма Карлом Ясперсом в работе «Психология мировоззрений», 1919 г.
Пограничные ситуации возникают перед лицом смерти, вины, тяжёлых жизненных испытаний, сильных стрессов. При этом организм человека, в целях самосохранения, мобилизует все свои внутренние резервы, чувства максимально обостряются. В кровь вбрасывается адреналин. Пограничная ситуация может привести к прозрению, катарсису, поднять личность на более высокий уровень духовного развития. В то же время, при чрезмерном перенапряжении, появлении страха, возможно появление невротизации, панических атак.